# Liste der denkmalgeschützten Objekte in Sigmundsherberg
Die Liste der denkmalgeschützten Objekte in Sigmundsherberg enthält die 29 denkmalgeschützten, unbeweglichen Objekte der niederösterreichischen Marktgemeinde Sigmundsherberg.

## Denkmäler
| Foto |                 | Denkmal                                                                          | Standort                                            | Beschreibung | Metadaten |
| ---- | --------------- | -------------------------------------------------------------------------------- | --------------------------------------------------- | --- | --- |
| ja   | Datei hochladen | Figurenbildstock Maria Immaculata HERIS-ID: 61861 Objekt-ID: 74340               | gegenüber Brugg 1a Standort KG: Brugg               | Am südlichen Ortsausgang steht auf einer toskanischen Säule eine Immaculata-Figur von 1770. | BDA-Hist.: Q38097697 Status: § 2a Stand der BDA-Liste: 2025-06-30 Name: Figurenbildstock Maria Immaculata GstNr.: 461 Immaculatasäule Brugg                                              |
| ja   | Datei hochladen | Ortskapelle Brugg HERIS-ID: 61859 Objekt-ID: 74338                               | Brugg 15, in der Nähe Standort KG: Brugg            | Die in der zweiten Hälfte des 19. Jahrhunderts errichtete Ortskapelle von Brugg hat einen vorgebauten Westturm mit Pyramidenhelm, ein Satteldach, rundbogige Fenster und einen dreiseitigen Chorschluss. Der Innenraum ist tonnengewölbt. Die Kapelle verfügt über einen Altar mit hölzernem Gnadenstuhl und einem Bildnis der hl. Rosalia aus der Mitte des 19. Jahrhunderts. | BDA-Hist.: Q38097679 Status: § 2a Stand der BDA-Liste: 2025-06-30 Name: Ortskapelle Brugg GstNr.: 61/3                                                                                   |
| ja   | Datei hochladen | Ortskapelle hll. Johannes und Paulus HERIS-ID: 49971 Objekt-ID: 54379            | gegenüber Kainreith 39 Standort KG: Kainreith       | Die Ortskapelle von Kainreith, 1848 als Patronatskapelle der Malteser errichtet, ist ein schlichter, platzlgewölbter Bau mit westlichem Dachreiter und rundbogiger Apsis. In der Altarnische stehen barocke Figuren der hll. Johannes und Paulus aus der Zeit um 1700, dahinter eine Marienfigur von Mitte des 18. Jahrhunderts in einer Rokokokonsole. Zur weiteren Ausstattung zählt unter anderem ein Rokokoleuchter. | BDA-Hist.: Q38037253 Status: § 2a Stand der BDA-Liste: 2025-06-30 Name: Ortskapelle hll. Johannes und Paulus GstNr.: 1                                                                   |
| ja   | Datei hochladen | Schüttkasten (ehem. Gutshof) HERIS-ID: 34527 Objekt-ID: 32857                    | Missingdorf 1 Standort KG: Missingdorf              | Der Speicher am östlichen Ausgang von Missingdorf wurde im 17./18. Jahrhundert erbaut. Der mächtige, weithin sichtbare Block hat zwei Hauptgeschoße, zwei Bodengeschoße, ein Walmdach, Eckquaderung und profilierte Gesimse. Im oberen Bereich sind ovale Steinfenster zu sehen. Keller und Erdgeschoß zeigen Tonnengewölbe mit Stichkappen. Die breite tonnengewölbte Einfahrt verfügt über Stuckgraten und eine Feldergliederung. Die Stuckgrate über den Stiegenanläufen haben zum Teil ein Zopfstabdekor. | BDA-Hist.: Q37958771 Status: Bescheid Stand der BDA-Liste: 2025-06-30 Name: Schüttkasten (ehem. Gutshof) GstNr.: 134                                                                     |
| ja   | Datei hochladen | Gutshof, ehem. Wasserschloss Missingdorf HERIS-ID: 34528 Objekt-ID: 32858        | Missingdorf 18 Standort KG: Missingdorf             | Von der ehemaligen Feste Missingdorf sind der Westflügel als Wirtschaftshof sowie der vorgeschobene Turm im Süden erhalten, der 1405 zur Kapelle umgebaut wurde. Der Turm hat einen quadratischen Grundriss, starke Mauern, ein Ziegelzeltdach und profilierte Gewändefenster des 15. Jahrhunderts. An den Seitenwänden ist er durch je ein rundbogiges und südlich durch ein rechteckiges Portal zugänglich. An der Nordseite wurde im 18. Jahrhundert eine barocke Halbkreisapsis angebaut. Der Innenraum hat ein Kreuzrippengewölbe mit einem Schlussstein aus der Zeit um 1495. Darunter befindet sich ein Ädikulaaltar mit seitlichen Säulen und ausladendem Gebälk, der Mitte des 17. Jahrhunderts angefertigt wurde, mit einem Pietà-Bild von Georg Kugler (1910). | BDA-Hist.: Q37958784 Status: Bescheid Stand der BDA-Liste: 2025-06-30 Name: Gutshof, ehem. Wasserschloss Missingdorf GstNr.: 33                                                          |
| ja   | Datei hochladen | Bildstock HERIS-ID: 61865 Objekt-ID: 74344                                       | Standort KG: Missingdorf                            | Der im 17. Jahrhundert errichtete Tabernakelpfeiler östlich von Missingdorf hat einen abgefasten Schaft. | BDA-Hist.: Q38097715 Status: § 2a Stand der BDA-Liste: 2025-06-30 Name: Bildstock GstNr.: 781 Bildstock 74344, Missingdorf                                                               |
| ja   | Datei hochladen | Kath. Filialkirche hl. Laurenz HERIS-ID: 50485 Objekt-ID: 55522                  | bei Hauptstraße 39 Standort KG: Rodingersdorf       | Die 1281 erstmals urkundlich erwähnte und dem hl. Laurenz geweihte Kirche im Südosten des Angers von Rodingersdorf ist ein romanisches Bauwerk, das im frühen 18. Jahrhundert nach ihrer vorangehenden Verödung vollständig barockisiert wurde. Sie hat einen gerade geschlossenen Chor mit rechteckigem Grundriss, einen im Westen eingebauten Fassadenturm mit Giebelreiter und ist von einem quadratischen Friedhof mit Umfassungsmauer umgeben. | BDA-Hist.: Q38040331 Status: § 2a Stand der BDA-Liste: 2025-06-30 Name: Kath. Filialkirche hl. Laurenz GstNr.: 35 Filialkirche Rodingersdorf                                             |
| ja   | Datei hochladen | Bildstock Maria Immaculata HERIS-ID: 61867 Objekt-ID: 74346                      | gegenüber Hauptstraße 63 Standort KG: Rodingersdorf | Auf einer Säule mit figuriertem Kapitell und gebauchtem Sockel steht eine Immaculata-Figur aus der zweiten Hälfte des 18. Jahrhunderts. | BDA-Hist.: Q38097724 Status: § 2a Stand der BDA-Liste: 2025-06-30 Name: Bildstock Maria Immaculata GstNr.: 170                                                                           |
| ja   | Datei hochladen | Bildstock HERIS-ID: 61871 Objekt-ID: 74350                                       | Standort KG: Rodingersdorf                          | Der etwa vier Meter hohe Tabernakelbildstock an der Straße von Rodingersdorf nach Geras wurde um 1680 in barockem Stil aus Sandstein errichtet und 1815 renoviert. Auf dem im Querschnitt quadratischen Sockel ruht ein vierseitig gefaster Schaft mit Monogramm („A.M. 1815“; Renovierungsvermerk). Abgeschlossen wird der Schaft von einer gekehlten rechteckigen Kragenplatte mit einem rechteckigen Tabernakel, das an der Vorderseite ein Pietà-Bildnis vom Typ „Maria Dreieichen“ zeigt. Über der gekehlten Dachplatte des Tabernakels erhebt sich ein reliefiertes Kruzifix. Das Denkmal gilt als eine der ältesten Maria-Dreieichen-Darstellungen überhaupt. | BDA-Hist.: Q38097744 Status: § 2a Stand der BDA-Liste: 2025-06-30 Name: Bildstock GstNr.: 796/3                                                                                          |
| ja   | Datei hochladen | Ehem. Aufnahmsgebäude Sigmundsherberg HERIS-ID: 50586 Objekt-ID: 55693           | Bahnstraße 14 Standort KG: Sigmundsherberg          | Das Aufnahmegebäude in Sigmundsherberg wurde in den Jahren 1867 bis 1870 im Zuge der Errichtung der Franz-Josefs-Bahn gebaut. | BDA-Hist.: Q38040989 Status: Bescheid Stand der BDA-Liste: 2025-06-30 Name: Ehem. Aufnahmsgebäude Sigmundsherberg GstNr.: 864/1 Aufnahmsgebäude Bahnhof Sigmundsherberg                  |
| ja   | Datei hochladen | Kath. Pfarrkirche hl. Christophorus HERIS-ID: 50587 Objekt-ID: 55694             | bei Kirchenplatz 3 Standort KG: Sigmundsherberg     | Die Kirche, ein flachgedeckter Saalbau mit umlaufender Empore, wurde 1936/1937 nach Plänen des Architekten Rudolf Wondracek erbaut. Das große figurale Glasfenster ist ein Werk von Hans Alexander Brunner aus der Bauzeit. Die Fresken im Chor wurden 1946 von Franz Pitza angefertigt. Die Glocken wurden 1815 von Anton Aufheimer gegossen. Bereits bei der Weihe am 25. Juli 1937 wurden Fahrzeuge gesegnet. | BDA-Hist.: Q24843217 Status: § 2a Stand der BDA-Liste: 2025-06-30 Name: Kath. Pfarrkirche hl. Christophorus GstNr.: 377 Pfarrkirche Sigmundsherberg                                      |
| ja   | Datei hochladen | Bildstock HERIS-ID: 61874 Objekt-ID: 74365                                       | Standort KG: Sigmundsherberg                        | Das etwa 3,3 Meter hohe Ölbergkreuz, laut Inschrift im Jahr 1719 errichtet, wurde 2017 im Zuge der Straßenerneuerung renoviert. Es stellt Jesus betend vor einem Engel dar. | BDA-Hist.: Q38097760 Status: § 2a Stand der BDA-Liste: 2025-06-30 Name: Bildstock GstNr.: 768/1 Ölberggruppe Sigmundsherberg                                                             |
| ja   | Datei hochladen | Bildstock HERIS-ID: 61875 Objekt-ID: 74366                                       | Standort KG: Sigmundsherberg                        | Das sogenannte Wetterkreuz befindet sich an der Pulkautal-Straße, von Missingdorf kommend, kurz vor Sigmundsherberg in der Flur Steinfeld. Der barocke Sandsteinpfeiler hat einen abgefasten Schaft mit Kragenplatte, worauf ein rechteckiges Tabernakel mit flachen Nischen und Zwickeln ruht. In der Nische an der Vorderseite ist die Stifterinschrift eingraviert: „STOFAN HEIS 1694“. Auf dem Pyramidendach befand sich ursprünglich ein Eisenkreuz, das später verlorenging. | BDA-Hist.: Q38097767 Status: § 2a Stand der BDA-Liste: 2025-06-30 Name: Bildstock GstNr.: 758 Wetterkreuz (Sigmundsherberg)                                                              |
| ja   | Datei hochladen | Figurenbildstock hl. Johannes Nepomuk HERIS-ID: 61877 Objekt-ID: 74368           | bei Hauptstraße 14 Standort KG: Sigmundsherberg     | Der Johannes-Nepomuk-Bildstock steht an der Brücke über den Maigener Bach. | BDA-Hist.: Q105645920 Status: § 2a Stand der BDA-Liste: 2025-06-30 Name: Figurenbildstock hl. Johannes Nepomuk GstNr.: 760/11 Johannes-Nepomuk-Statue (Sigmundsherberg)                  |
| ja   | Datei hochladen | Bildstock Gnadenstuhl HERIS-ID: 61878 Objekt-ID: 74369                           | Standort KG: Sigmundsherberg                        | Der barocke Gnadenstuhl kurz vor Sigmundsherberg, an der Missingdorfer Straße, hat einen breiten Sockelstein mit quadratischem Grundriss, darüber ein Postament mit einer breiten gekehlten Kragenplatte, worauf sich eine toskanische Sandsteinsäule erhebt. Oben ist auf einer schmalen Grundplatte eine Dreifaltigkeits-Figurengruppe vom Typ „Sonntagsberg“ zu sehen. Laut Inschrift am Postament wurde die Säule im Jahr 1711 errichtet. Das Erbauungsjahr fällt in die Amtszeit des Pfarrers Placidus Freundlich aus Maigen, der das Denkmal bei einem Steinmetzmeister in Eggenburg in Auftrag gegeben hat. | BDA-Hist.: Q38097777 Status: § 2a Stand der BDA-Liste: 2025-06-30 Name: Bildstock Gnadenstuhl GstNr.: 767 Bildstock Gnadenstuhl (Sigmundsherberg)                                        |
| ja   | Datei hochladen | Zugförderungsstelle in Sigmundsherberg HERIS-ID: 82694 Objekt-ID: 96538          | Museumsstraße 1 Standort KG: Sigmundsherberg        | Die Zugförderungsstelle wurde 1970 auf eine Lokstelle umstrukturiert. Die Werkstätten wurden am 1. Juni 1973 aufgelöst. | BDA-Hist.: Q38179022 Status: Bescheid Stand der BDA-Liste: 2025-06-30 Name: Zugförderungsstelle in Sigmundsherberg GstNr.: 864/1 Zugförderungsstelle Sigmundsherberg                     |
| ja   | Datei hochladen | Hügelgräberfeld Therasburger Wald HERIS-ID: 35159 Objekt-ID: 33791               | Flur Quadenhügel Standort KG: Theras                | Zum Gräberfeld gehören 13 Hügelgräber der mittleren Bronzezeit, die zwischen 1936 und 1938 vom Heimatforscher Josef Höbarth ausgegraben wurden. | BDA-Hist.: Q37961863 Status: Bescheid Stand der BDA-Liste: 2025-06-30 Name: Hügelgräberfeld Therasburger Wald GstNr.: 2236/1                                                             |
| ja   | Datei hochladen | Figurenbildstock Herz Jesu HERIS-ID: 61882 Objekt-ID: 74374                      | Theras 34, in der Nähe Standort KG: Theras          | Westlich von Theras steht auf einem gebauchten Sockel ein Herz-Jesu-Figur aus dem späten 19. Jahrhundert. | BDA-Hist.: Q38097784 Status: § 2a Stand der BDA-Liste: 2025-06-30 Name: Figurenbildstock Herz Jesu GstNr.: 2305/4                                                                        |
| ja   | Datei hochladen | Kath. Pfarrkirche Kreuzerhöhung und Friedhof HERIS-ID: 50711 Objekt-ID: 55951    | bei Theras 60 Standort KG: Theras                   | Eine Kirche mit einem frühgotischen/gotischen Langhaus und einem Ende des 14. Jahrhunderts angebauten Chor. In der 2. Hälfte des 17. Jahrhunderts erfolgten Umbauten wie beispielsweise die barocken Rundbogenfenster beim Langhaus. Ein weiterer Umbau erfolgte 1832. Der ehemalige freistehende romanische Turm ist durch den Chor sowie den südlichen und nördlichen Anbau unter einem einheitlichen Dach im unteren Teil ummantelt und wirkt daher wie ein Dachreiter. Der Pyramidenhelm des Turmes wurde 1833 aufgesetzt. Die Einrichtung ist überwiegend neugotisch. | BDA-Hist.: Q38041753 Status: § 2a Stand der BDA-Liste: 2025-06-30 Name: Kath. Pfarrkirche Kreuzerhöhung und Friedhof GstNr.: 1 Pfarrkirche Theras                                        |
| ja   | Datei hochladen | Pfarrhof HERIS-ID: 50710 Objekt-ID: 55950                                        | Theras 61 Standort KG: Theras                       | Der Pfarrhof von Theras ist eine vierflügelige, ein- bis zweigeschoßige Anlage des 17. Jahrhunderts, mit einer kreuzgratgewölbten Einfahrt im Westen. Er hat profilierte Steingewändefenster, Räume mit Stichkappentonnen, einen in der zweiten Hälfte des 18. Jahrhunderts geschaffenen Stiegenaufgang mit Steinbalustrade und einen eingemauerten Grabstein aus dem frühen 18. Jahrhundert. Die Wohntrakte liegen im Westen und Süden. Im Norden gibt es den Keller, Schüttböden und Presshäuser. Im Osten liegt ein rundbogig geöffneter Wagenschuppen und eine Scheune. Der Garten ist durch ein Portal aus der Zeit um 1800 zugänglich. | BDA-Hist.: Q38041743 Status: § 2a Stand der BDA-Liste: 2025-06-30 Name: Pfarrhof GstNr.: 252/1                                                                                           |
| ja   | Datei hochladen | Schloss Therasburg mit Wirtschaftshof (Vorburg) HERIS-ID: 35160 Objekt-ID: 33792 | Theras 79 Standort KG: Theras                       | Das Schloss Therasburg besteht aus einer Steinbrücke mit Resten der ehemaligen Zugbrücke über den Wehrgraben, einer zweigeschoßigen Hauptburg mit rundbogigem Portal mit einer Umrahmung aus weißem Sandstein sowie einem separaten Turm. | BDA-Hist.: Q1535932 Status: Bescheid Stand der BDA-Liste: 2025-06-30 Name: Schloss Therasburg mit Wirtschaftshof (Vorburg) GstNr.: 2153, 2299, 2294/2, 2303/1, 2303/2 Schloss Therasburg |
| ja   | Datei hochladen | Burgruine Neudegg HERIS-ID: 13899 Objekt-ID: 10115                               | Standort KG: Theras                                 | Die Ruine Neudegg steht westlich der Stadtgemeinde Pulkau im Ort Theras in der Marktgemeinde Sigmundsherberg auf einem bewaldeten Kegel im westlichen Pulkautal. In der Literatur scheint Neudegg auch als Nonneck, Neunegg und Neuneck auf. | BDA-Hist.: Q1564493 Status: § 2a Stand der BDA-Liste: 2025-06-30 Name: Burgruine Neudegg GstNr.: 640 Burgruine Neudegg, Theras                                                           |
| ja   | Datei hochladen | Bildstock HERIS-ID: 61881 Objekt-ID: 74373                                       | Standort KG: Theras                                 | Das sogenannte Mader-Steinmarterl oder Schwedenkreuz hat einen flachen Sockel, worauf eine abgefaste Säule mit Kragenplatte und Nischenaufsatz ruht. Die westliche Nische beinhaltet die Inschrift „B:D: 1682“. Den Abschluss bildet über einer vorkragenden Deckplatte ein gerundetes Dach, das in ein Steinkreuz übergeht. | BDA-Hist.: Q38097778 Status: § 2a Stand der BDA-Liste: 2025-06-30 Name: Bildstock GstNr.: 2542/2                                                                                         |
| ja   | Datei hochladen | Schloss Walkenstein HERIS-ID: 35249 Objekt-ID: 33919                             | Walkenstein 1 Standort KG: Walkenstein              | Schloss Walkenstein wurde 1074 urkundlich erstmals erwähnt, erhielt seine heutige Form zwischen 1660 und 1671 und wurde vom Stift Geras als Gutshof und Kaltwasserkuranstalt genutzt. Heute steht das Schloss in Privatbesitz. | BDA-Hist.: Q2243953 Status: Bescheid Stand der BDA-Liste: 2025-06-30 Name: Schloss Walkenstein GstNr.: 1/1 Schloss Walkenstein                                                           |
| ja   | Datei hochladen | Pfarrhof HERIS-ID: 50785 Objekt-ID: 56127                                        | Walkenstein 2 Standort KG: Walkenstein              | Der Pfarrhof westlich der Kirche ist ein hakenförmiger Bau, umgeben von einer Bruchsteinmauer. Die Nordseite, errichtet im 17./18. Jahrhundert, ist zweigeschoßig. Sie verfügt über profilierte Steingewändefenster und ein profiliertes Portal, Schabrakenparabete und steinerne Ovalgaupen aus der zweiten Hälfte des 18. Jahrhunderts. Im Kellergeschoß gibt es tonnengewölbte Räume. | BDA-Hist.: Q38042132 Status: § 2a Stand der BDA-Liste: 2025-06-30 Name: Pfarrhof GstNr.: 81/1 Pfarrhof (Walkenstein, ObjektID: 56127)                                                    |
| ja   | Datei hochladen | Kath. Pfarrkirche hl. Margarethe HERIS-ID: 50784 Objekt-ID: 56126                | südöstlich Walkenstein 2 Standort KG: Walkenstein   | Die Kirche wird 1112 erstmals urkundlich erwähnt. Die Pfarrkirche Sankt Margaretha wurde 1804 als josephinische Saalkirche erbaut, wobei der mittelalterliche Grundriss beibehalten wurde. Sie verfügt über ein einspringendes Chorquadrat und einen Westturm. Sie ist von einem Pfarrhof, einer Mauer und dem im Jahr 1817 aufgelassenen Friedhof umgeben. Der romanische Bestand ist an den geböschten Mauern des Langhauses und des Chorquadrates erkennbar. | BDA-Hist.: Q38042122 Status: § 2a Stand der BDA-Liste: 2025-06-30 Name: Kath. Pfarrkirche hl. Margarethe GstNr.: 84 Pfarrkirche Walkenstein                                              |
| ja   | Datei hochladen | Figurengruppe hl. Hubertus HERIS-ID: 63509 Objekt-ID: 76178                      | bei Walkenstein 36 Standort KG: Walkenstein         | Die Figurengruppe hl. Hubertus mit Hirsch wurde im frühen 18. Jahrhundert auf einem Granitfelsen im Garten des ehemaligen Försterhauses errichtet. | BDA-Hist.: Q38103577 Status: Bescheid Stand der BDA-Liste: 2025-06-30 Name: Figurengruppe hl. Hubertus GstNr.: 21/2 Figurengruppe heiliger Hubertus (Walkenstein, ObjektID: 76178)       |
| ja   | Datei hochladen | Figurenbildstock hl. Florian HERIS-ID: 61883 Objekt-ID: 74375                    | Standort KG: Walkenstein                            | Im Ort steht auf einem geschwungenen Sockel mit Doppelwappen eine Figur des hl. Florian von Lorch aus der ersten Hälfte des 18. Jahrhunderts. Das Denkmal wurde laut der im Sockel eingemeißelten Jahreszahl 1883 renoviert. | BDA-Hist.: Q38097789 Status: § 2a Stand der BDA-Liste: 2025-06-30 Name: Figurenbildstock hl. Florian GstNr.: 531/20 Statue heiliger Florian (Walkenstein, ObjektID: 74375)               |
| ja   | Datei hochladen | Figurenbildstock hl. Johannes Nepomuk HERIS-ID: 61884 Objekt-ID: 74376           | Standort KG: Walkenstein                            | Westlich des Schlosses steht auf einem Volutensockel mit Reliefwappen eine Johannes-Nepomuk-Figur aus der ersten Hälfte des 18. Jahrhunderts. | BDA-Hist.: Q105645922 Status: § 2a Stand der BDA-Liste: 2025-06-30 Name: Figurenbildstock hl. Johannes Nepomuk GstNr.: 606 Johannes-Nepomuk-Statue (Walkenstein, ObjektID: 74376)        |

## Ehemalige Denkmäler
| Foto |                 | Denkmal                           | Standort                                    | Beschreibung | Metadaten                                                                                      |
| ---- | --------------- | --------------------------------- | ------------------------------------------- | ------------ | ---------------------------------------------------------------------------------------------- |
| ja   | Datei hochladen | Pfarrhof Objekt-ID: 55695bis 2017 | Kirchenplatz 3 Standort KG: Sigmundsherberg |              | BDA-Hist.: Q38041004 Status: § 2a Stand der BDA-Liste: 2017-06-23 Name: Pfarrhof GstNr.: 375/5 |